# Halva

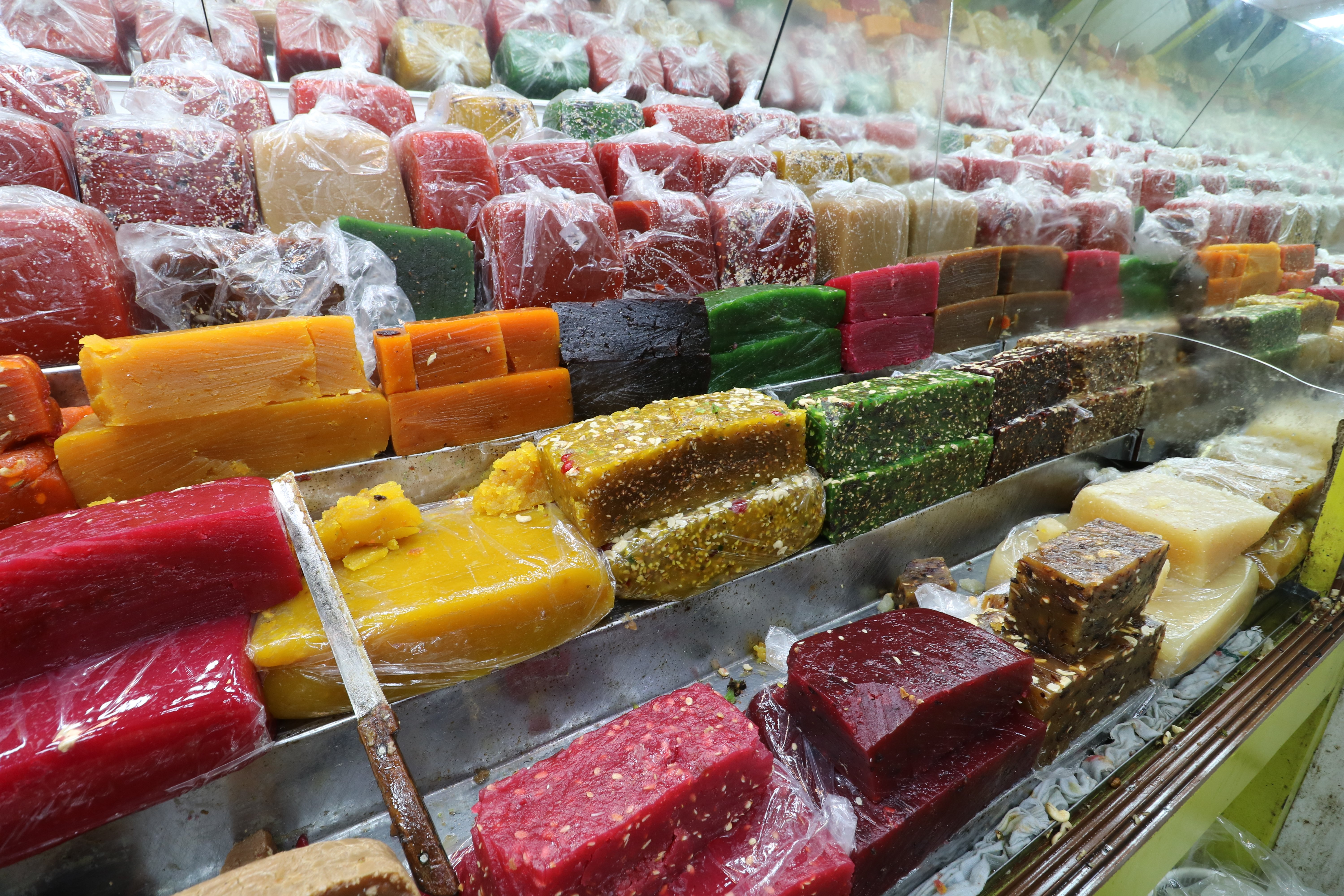
Halva al estilo balcánico con pistachos en su pasta.

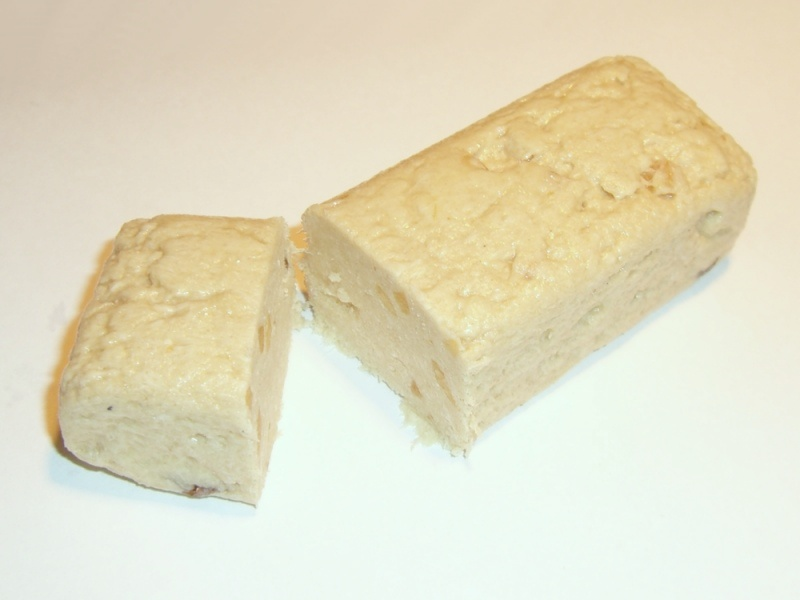
Halva sin granos enteros.

La palabra halva (también se puede encontrar escrito como halwa, halvah, halava, helva, halawa etc.) (palabra originaria persa:حلوا halwā -dulce-) se emplea para distinguir entre muchas variedades de dulces basados en pasta de sésamo. Este tipo de dulce es muy popular en la gastronomía de Oriente Próximo y también en las de India, Pakistán e Irán, así como en la de los Balcanes. Existen otros tipos de halva basadas en el empleo de pasta de tahina. Ésta es mucho más popular en la zona del Mediterráneo oriental.

## Tipos de halva
La mayoría de las halvas son confecciones densas elaboradas con pastas alimenticias diversas y que posteriormente se endulzan con azúcar o miel. Sin embargo, a pesar de esta sencilla descripción, las texturas tienen una amplia gama de variedades. Por ejemplo, la halva de semolina es gelatinosa y casi semi-transparente, mientras que la halva de sésamo es seca y ligeramente crujiente.

### Semolina
Esta halva es elaborada y servida con abundancia relativa en La halawa tahiniya (en Egipto y el Levante, Siria, Líbano, Jordania y Arabia Saudí), la tahiniyya en Sudán, la halwa shamiyya (en el Magreb) o el rahash (en el Golfo Pérsico) son postres y alimentos populares en el mundo árabe y otros países. Se elabora principalmente con tahini (harina de sésamo), azúcar y sirope de halawa. También se pueden añadir frutos secos y frutas deshidratadas. India, Pakistán, Bangladés, Irán y países de los alrededores (algunas versiones de esta halva puede encontrarse en Albania, Armenia, Bulgaria, Chipre, Grecia y Turquía), se elabora con semolina de trigo y como edulcorante puede emplearse tanto azúcar como miel, a la mezcla se le añade mantequilla o aceite vegetal. Pasas, dátiles, u otros frutos secos que proporcionan los 'tropezones' dentro de su pasta densa. Algunas nueces, almendras pueden añadirse a la pasta de la semolina de la halva. La halva suele ser muy dulce con una textura gelatinosa similar a la polenta; cuando se le añade mantequilla la textura final es muy agradable.
La halva de semolina es una invención esencialmente del norte de la India que se confecciona allí, siendo algo menos popular en el sur. Una versión muy popular de la halva en el sur de la India es una versión de halva (o “alvaa”, como se denomina en Tamil) y que procede de Tirunelveli (pronunciado Thiru-nel-vaeli), una ciudad en el estado de Tamil Nadu. Una variante de halva muy relacionada y que se prepara mucho en la India es el Kesari o Kesari-bath.

### Pasta de sésamo
La halva de sésamo es más popular en los Balcanes, Polonia (donde se conoce como Chałwa), Oriente Medio, y otras zonas del Mediterráneo Oriental. Los ingredientes principales son semillas de sésamo o pasta de tahini, todo ello edulcorado con azúcar o miel. En su preparación se emplean como emulsificantes o para crear una textura distintiva de cada halva la hierba jabonera (denominado ‘erq al halaweh en árabe; çöven kökü en turco), la clara de huevo o la raíz de malvavisco, que se añaden a las recetas de estas zonas. Otros ingredientes empleados en la elaboración de las halvas de sésamo son el pistacho (frutos secos), pasta de coco, zumo de naranja (limón), vainilla, o incluso chocolate todos ellos ingredientes que se añaden normalmente a la pasta junto con azúcar y el tahini.

### Semillas de girasol
La halva de girasol es popular en los países de Europa Oriental, tales como Bulgaria, Bielorrusia, Lituania, Rumania, Moldavia, Rusia y Ucrania. Se hace con semillas de girasol en lugar de sésamo.

### Maicena (almidón de maíz)
Esta variedad se produce principalmente en la ciudad griega de Farsala, ubicada en la región de Tesalia. El origen de este tipo de halva se encuentra en la llegada de refugiados de Asia Menor durante el primer tercio del siglo XX a raíz de la expulsión de la población griega por parte de las autoridades turcas, culminada en 1922.

### Otros ingredientes
En India se suelen hacer halvas con zanahorias (para el gajar halwa) o porotos mung (para moong dal halwa), por ejemplo, pueden ser elaboradas en lugar de emplear semolina o sésamo. Existen variantes con leche condensada y  ghee, sin semolina que haga de ligazón, el resultado final es una pasta húmeda que recuerda algo al pudding inglés. La Badam Halva se hace con almendras, azúcar y leche.

## Afines
En Argentina inmigrantes griegos a inicios del siglo XX crearon a partir de la manteca de maní una especie de halva llamado mantecol, comercializado actualmente bajo el nombre de Mantecol y también Nucrem. Tal producto es muy consumido en el país. 
Y por otra parte sin dudas que las diversas variedades de halva tienen similitudes con los turrones.

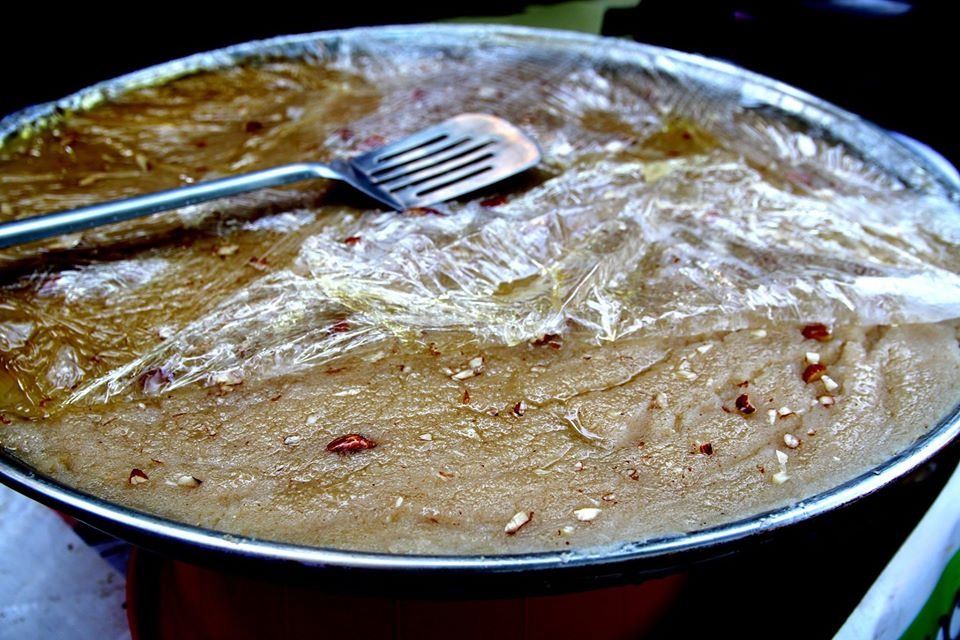
Punjab sujii halwaa (comida dulce)